# Microsoft Office PerformancePoint Server
 (avril 2024).
Si vous disposez d'ouvrages ou d'articles de référence ou si vous connaissez des sites web de qualité traitant du thème abordé ici, merci de compléter l'article en donnant les références utiles à sa vérifiabilité et en les liant à la section « Notes et références ».
Microsoft Office PerformancePoint Server est un logiciel de gestion des performances édité par Microsoft et conçu pour le domaine de l'informatique décisionnelle. PerformancePoint Server fournit aux organisations un moyen d'améliorer leurs performances en intégrant des outils de surveillance, analyse et planification dans le cadre d'un produit unique. Comme c'est le cas de la plupart des logiciels Microsoft, PerformancePoint Server 2007 s'intègre complètement avec d'autres produits tels que ceux de la suite Microsoft Office (Excel, Visio, SharePoint Server) ou SQL Server. L'un des objectifs de PerformancePoint est de s'adapter aux habitudes des utilisateurs en leur permettant de travailler avec leurs formats de fichier préférés.

## Historique
Microsoft Office PerformancePoint Server 2007 est le successeur de Microsoft Office Business Scorecard Manager. Le logiciel intègre à la fois les fonctionnalités de tableaux de bord de Business Scorecard Manager et les fonctionnalités d'analyse de ProClarity, une solution acquise au printemps de l'année 2006 par Microsoft. Dès juin 2006, Microsoft proposait la version CTP (Community Technology Preview) de PerformancePoint Server et l'éditeur lançait officiellement la version 1.0 du logiciel en novembre 2007.
En tant qu'application serveur d'entreprise, PerformancePoint Server 2007 se concentre sur trois activités principales : la Planification, la Surveillance et l'Analyse. Cette triade permet aux cadres des entreprises de gérer les performances de leurs activités grâce à des tableaux de bord, indicateurs clés de performance (ou KPI pour Key Performance Indicator), rapports, et cartes stratégiques.
Microsoft abandonne PerformancePoint Server en tant que produit en 2009 et intègre ses fonctionnalités de tableau de bord dans Microsoft SharePoint en 2010.

## Le serveur de Planification des opérations
Le serveur de planification de PerformancePoint supporte un grand nombre de processus de gestion qui incluent la possibilité de définir, modifier et maintenir les modèles de logique métier de façon intégrée avec les règles métiers, workflows et données de l'entreprise.
La planification permet aux responsables de construire des plans stratégiques, de prévoir les ventes, de gérer les coûts et les budgets, à travers l'utilisation d'une interface familière.
Les acteurs métiers peuvent interagir de façon continue avec les processus de planification, budgétisation et prévision, en utilisant un environnement familier tel qu'Excel.
PerformancePoint Server fournit un composant de planification et budgétisation qui s'intègre directement à Excel et SQL Server Analysis Services.

## Le serveur de Surveillance des opérations
Le rôle de la surveillance, ou Monitoring, est de comprendre ce que vit l'entreprise à un moment donné et de gérer efficacement la performance en conséquence.
Les fonctionnalités d'analyse et de surveillance sont fournies via un serveur de surveillance qui inclut deux interfaces utilisateur : le concepteur de tableaux de bord (Dashboard Designer) et le visualisateur de tableaux de bord pour Windows SharePoint Services.
Le concepteur de tableaux de bord est téléchargé à partir du serveur de surveillance, et permet aux analystes métiers et administrateurs informatiques de :
- créer des connexions aux sources de données
- créer des vues utilisant ces connexions.
- assembler les vues dans des tableaux de bord.
- déployer les tableaux de bord sur Microsoft Office SharePoint Server 2007 ou Windows SharePoint Services.

Le Dashboard Designer sauvegarde le contenu et sécurise les informations au sein d'une base de données SQL Server 2005 qui est gérée par le serveur de surveillance. Ce serveur s'occupe également d'exécuter et de mettre à jour les connexions aux sources de données (Online Analytical Processing ou tables).
Les rapports basés sur ces sources de données sont exécutés et mis à jour par le serveur de surveillance. Cependant, certains rapports, tels que les tableaux croisés dynamiques, ont des connexions indépendantes à leurs sources de données. Les requêtes s'exécutant sur ces rapports ne sont pas traitées par le serveur de surveillance.
Après qu'un tableau de bord a été publié sur le serveur de surveillance, il peut être déployé sur Microsoft Office SharePoint Server 2007 ou Windows SharePoint Services. Les pages HTML qui représentent le contenu d'un tableau de bord sont stockées dans une bibliothèque de documents et peuvent être ouvertes dans un navigateur. Quand les tableaux de bord sont ainsi ouverts, le serveur de surveillance met à jour les données des vues en se connectant à la source de données originale et en récupérant les données les plus récentes.
PerformancePoint Monitoring Server met une API à disposition des développeurs qui permet d'ajouter des extensions au Dashboard Designer, tels que des rapports ou des sources de données personnalisées, ou des extensions pour l'interface utilisateur.

## Le serveur d'Analyse des opérations
Les fonctionnalités d'analyse permettent de répondre aux nombreuses questions que se posent les employés des entreprises : Pourquoi n'avons-nous pas été aussi performant que prévu ? Pourquoi n'avons-nous pas atteint nos prévisions ? Etc.
Pour ce faire, les employés disposent de fonctionnalités d'analyse telles que la possibilité de créer des graphes, d'intégrer des indicateurs clés de performance et de faire appel à des fonctionnalités avancées de visualisation. L'objectif est ici de fournir aux utilisateurs l'ensemble des informations dont ils ont besoin pour prendre rapidement des décisions, identifier des tendances, menaces, ou opportunités, et construire des analyses prédictives.
Les analyses s'affichent au sein de clients légers sous la forme de tableaux de bord et rapports.